# Keith Watson
Keith Watson (ur. 14 listopada 1989) – szkocki piłkarz grający na pozycji prawego obrońcy w Ross County. W Scottish Premier League rozegrał 129 spotkań i zdobył 9 bramek.